# Brauerei Geismann Fürth

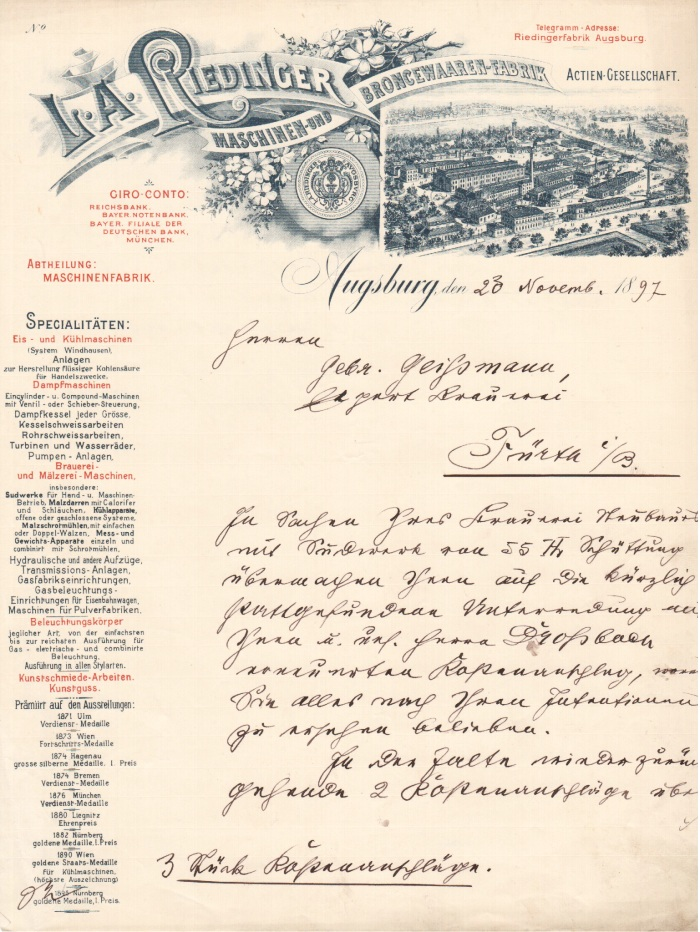
Brief der Maschinenfabrik L. A. Riedinger Augsburg an die Brauerei Geismann

Die Brauerei Geismann war eine von 1722 bis 1967 bestehende Brauerei in Fürth.

## Geschichte
Die Brauerei geht auf die im Jahr 1722 von der Familie Lederer gegründete Brauerei an der heutigen Bäumenstraße zurück. Mitte der 1860er Jahre kam sie in den Besitz der Familie Geismann, die ihr ihren Namen gab. Im Besitz der Familie Geismann wurden die Branntweinbrennerei und die Landwirtschaft aufgegeben, das Unternehmen ganz auf das Bierbrauen eingestellt.
Ein großer Durchbruch gelang Johann Georg Geismann 1884 im Alter von 25 Jahren mit der Einführung des Doppelbockes Poculator, der zuerst Salvator hieß und das erste Starkbier Frankens markiert. 1895 errichtete die Brauerei den „Geismannsaal“, zeit seines Bestehens größter Saalbau der Stadt Fürth. Im „Geismannsaal“ wurde ab dem Jahr 1896 über viele Jahrzehnte der Poculator ausgeschenkt, der zahlreiche Besucher nach Fürth lockte. In der Nachbarstadt Nürnberg wurde mit den Luitpold-Sälen eigens ein weiterer Saalbau erworben, um eine Dependance für die Fürther Salvator-Feste zu schaffen. Aber auch weiter außerhalb Fürths, zum Beispiel in Würzburg, Schweinfurt und Berlin, wurde dieses Bier auf eigenen Festen zum Ausschank gebracht.

„Geismann ist jedem Fürther Kind unvergesslich, denn er braute ein Frühlings-Doppelbier, einen Salvator, der den Münchener nach Urteil von Kennern an Wohlgeschmack und Bekömmlichkeit übertraf und die Großeltern alljährlich in den Zustand freudig-verklärter Begeisterung versetzte. Das Getränk war von leicht abführender Wirkung und man war es seiner Gesundheit schuldig, den Salvator mitzumachen, wie der Ausdruck lautete.“

Angesichts dieser Expansion geriet die Münchner Paulaner Brauerei Schmederer in Zugzwang und nutzte die Gunst der Stunde sich entwickelnder Markenschutz-Rechte, indem man „Salvator“ als Wortmarke eintragen ließ und gegen die Fürther Wettbewerber Klage erhob, während die Gebrüder Geismann in der Bezeichnung „Salvator“ eine reine Typenbezeichnung, ähnlich dem noch heute gebräuchlichen „Pils“, erkannten. Tatsächlich gab es neben Zacherl noch eine größere Zahl anderer Brauereien, die ein Starkbier namens Salvator brauten. Die Gerichte folgten der Münchner Auffassung und die Gebr. Geismann OHG unterlag im zum „Fürth-Münchner Bierkonfessionskrieg“ hochstilisierten Prozess von 1897. Das zwischenzeitlich sehr umständlich mit „Geismanns-Frühlingsdoppelbier“ beworbene Fürther Starkbier erhielt 1912 schließlich die Bezeichnung Poculator.
1901 erfolgte die Umwandlung in eine Aktiengesellschaft, 1903/04 wurde der Lokalrivale Grüner AG im Bierabsatz überholt und bis zum Ersten Weltkrieg komplett abgehängt. Als erste Brauerei Bayerns wurde von Geismann ein Pilsener-Bier eingeführt, nach der zweiten damals noch gebräuchlichen Bezeichnung für diesen Biertyp Geismann Bayrisch Pilsener getauft. Auch in den 1920er Jahren gehörte die Brauerei Geismann zu den besteingerichteten Bayerns, erst durch die Weltwirtschaftskrise, die in der Arbeiterstadt Fürth eine immense Arbeitslosigkeit und damit der Brauerei große Absatzschwierigkeiten bescherte, kam es zu einer vorübergehenden Schwächung. Zudem gerieten viele jüdische Aktionäre in der Zeit des Nationalsozialismus zunehmend in Bedrängnis. Diese Gunst der Stunde nutzte der Versandhandelsunternehmer Gustav Schickedanz (Quelle) mit Hilfe der Dresdner Bank zum Einstieg in das produzierende Gewerbe, die Anteile übernahm er in größerer Menge auch von jüdischen Aktionären. Anfang der 1940er wandelte er die Brauerei in eine GmbH um, als deren Geschäftsführer er fortan eingetragen war.
1967 wurde die Brauerei Geismann aus Gründen der Kapazitätserweiterung mit der Brauerei Humbser zusammengelegt und ging dann 1971 in der Patrizier Brauerei auf.

## Bauten

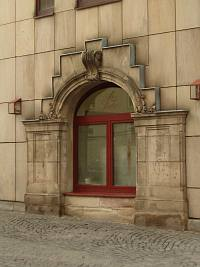
Fürth, City Center, Hallstraße, ehem. Fassadenrest der Brauerei Geismann

Architektonisch besonders beachtenswert und in der Ausführung besonders hochwertig war das 1899 nach Plänen des bekannten Fürther Architekten Fritz Walter erbaute Brauerei-Hauptgebäude mit Sudhaus und „Geismann-Bräustüberl“ in der Fürther Bäumenstraße.
Diese Bauten mussten Anfang der 1980er Jahre dem Bau des City-Center Fürth (heute Flair) weichen, bei dessen Errichtung nur drei einzelne Fensterbögen des einstigen Portals der Brauerei als Spolie in die Neubebauung einbezogen wurden (Hallstraße / Bäumenstraße, in der Nähe des Theaters). Letztere wurden ebenfalls für den Neubau einer Shopping Mall im Jahr 2020 endgültig entfernt, der aktuelle Verbleib der letzten Spuren der Geismann Brauerei ist aktuell nicht geklärt. Eine der zugehörigen schmiedeeisernen Gitterbekrönungen ist in der Dauerausstellung des neuen Fürther Stadtmuseums zu sehen.

## Einzelnachweis
1. ↑  K. Bernhard: Man muß die Feste feiern wie sie fallen. In: Bayerland. Band 64 (Sonderheft Fürth) 1962.